# Cetrelia pseudocollata
Cetrelia pseudocollata är en lavart som beskrevs av Randlane & Saag. Cetrelia pseudocollata ingår i släktet Cetrelia och familjen Parmeliaceae.   Inga underarter finns listade i Catalogue of Life.